# Linia kolejowa 132 Bratislava – Rusovce
Linia kolejowa nr 132 Bratislava – Rusovce – linia kolejowa o długości 29 km, łącząca Bratysławę ze stacją Rusovce i granicą węgierską. Jedna z krótszych linii kolejowych na Słowacji.
Linia jest dwutorowa i zelektryfikowana.

## Historia linii
Linia została oddana do użytku 9 listopada 1891 roku.